# Josia gopala
Josia gopala är en fjärilsart som beskrevs av Paul Dognin 1891. Josia gopala ingår i släktet Josia och familjen tandspinnare. Inga underarter finns listade i Catalogue of Life.